# Зуево (Дмитровский городской округ)
Зуево — деревня в Дмитровском районе Московской области, в составе Сельского поселения Большерогачёвское. Население — 0 чел. (2010). До 2006 года Зуево входило в состав Покровского сельского округа.

## Расположение
Деревня расположена в западной части района, примерно в 27 км западнее Дмитрова, у истоков реки Лбовка (левый приток Сестры), высота центра над уровнем моря 201 м. Ближайшие населённые пункты — Аревское на западе и Ивановское на востоке.

## Население
| 2002 | 2006 | 2010 |
| ---- | ---- | ---- |
| 2    | →2   | ↘0   |